# Jakob Kölliker
Pour les articles homonymes, voir Kölliker.
Temple de la renommée de l'IIHF : 2007
Jakob Kölliker, dit Köbi Kölliker, né le 21 juillet 1953 à Bienne, est un joueur professionnel puis entraîneur suisse de hockey sur glace.

## Carrière comme joueur
- 1972-1986 : HC Bienne (LNB, LNA)
- 1986-1989 : HC Ambri-Piotta (LNA)
- 1989-1993 : HC Bienne (LNA)

## Carrière comme entraineur
- HC Bienne (LNA)
- SC Langnau Tigers (LNB)
- Équipe de Suisse de hockey sur glace des -20 ans
- Équipe de Suisse de hockey sur glace (entraineur-assistant)
- Équipe d'Allemagne de hockey sur glace[1]

## Carrière internationale
Il représente la Suisse au cours des Championnats du monde de 1981 (3e place division B) et 1987 (8e place division A) ainsi que lors des Jeux olympiques d'hiver de 1988, où l'équipe obtient la 8e place.

## Distinction
Membre de l'équipe d'étoiles Championnat du monde 1980 avec la Suisse, il est admis au Temple de la renommée de la Fédération internationale de hockey sur glace en 2007.
Il a été champion Suisse LNB en 1975 et LNA en 1978, 1981 et 1983 avec le HC Bienne.